# 东北铁路学院
东北铁路学院是中国共产党1948年2月在哈尔滨市创办的铁路高等院校。后改名哈尔滨铁道学院，并入北京铁道学院。

## 历史
1935年伪满洲国从苏联政府手中购得中东铁路，接收了中东铁路哈尔滨铁路技术学校基础上改建为哈尔滨铁路学院。抗战胜利后，1946年伪哈尔滨铁路学院部改为铁路职工学校，1947年底铁路职工学校升格为东北铁路学院。1948年2月1日东北铁路总局在《东北日报》刊登招生广告，为培养铁路技术人才，决定在哈尔滨创办东北铁路学院，1948年3月1日开学，学制按专业分为一年或二年，学员实行供给制，毕业后分配到铁路总局管内的各单位工作。。编为第三期设七个队：10队是工务（为铁道兵代培，发军队制服），11、12、13队都是学管理的男生队，14队是女生队，15队是电务队、16队是机务队（94人）。入校后先学习三个月的政治课，包括社会发展史，党建等课程，结束后即转为业务学习，主要课程有运输管理、行车调度、客货运、财会管理、会计原理、账务处理等。老师大部是伪满铁道学院的教授、讲师。先后招收5期26队学生，培养了大批铁路技术人才。东北铁路总局副局长兼解放军铁道纵队司令员兼党委书记黄逸峰兼任院长，东北铁路总局政治部主任李明哲兼副院长，教育长孟華/郭西林。黄逸峰南下华东后，东北铁路总局局长吕正操兼学院院长。1948年4月创办东北铁路学院附属中学（后沿革为哈尔滨铁路中学、黑龙江省实验中学），铁路学院教务长孟华兼任校长，毕业留校任教务处干事的张伯超任辅导员。1949年设东北铁路学院沈阳分院。1950年东北铁路学院更名为哈尔滨铁道学院。1952年8月在唐山的北方交通大学撤销，其电机系电讯组、北京铁道学院电信系以及电信专修、俄文专修科调往哈尔滨铁道学院，哈尔滨铁道学院土木系并入北京铁道学院。1953年，因哈尔滨办学条件差，将该院全部迁入北京铁路学院。